# 日立プラントテクノロジー
株式会社日立プラントテクノロジー（ひたちプラントテクノロジー、英: Hitachi Plant Technologies, Ltd.）は、かつて存在した日立グループの企業。社会・産業インフラ機械、メカトロニクス機械、エネルギーシステム、産業プラントシステム、空調システムなどを手掛けていた。
2013年4月1日、親会社の日立製作所に吸収合併された。

## 沿革
- 1929年 - 株式会社共成組を設立。
- 1935年 - 日立製作所の子会社となる。
- 1940年 - 日立工事株式会社に社名変更。
- 1968年 - 日立プラント建設株式会社に社名変更。
- 1970年4月1日 - 東京証券取引所、大阪証券取引所各2部に上場。
- 1971年 - 東京証券取引所、大阪証券取引所各1部へ指定替え。
- 2006年4月1日 - 日立プラント建設・日立機電工業・日立インダストリイズおよび日立製作所の電機グループの一部を統合し、株式会社日立プラントテクノロジーに社名変更。
- 2010年4月1日 - 日立製作所の完全子会社となる。
- 2013年
  - 2月1日 - 完全親会社である日立製作所が、同年4月1日付で当社を吸収合併すると発表[1]。
  - 4月1日 - 日立製作所に吸収合併され、解散。